# Što muči Gilberta Grapea
Što muči Gilberta Grapea je američki dramski film iz 1993. godine kojeg je režirao Lasse Hallström. Glavni glumci su Johnny Depp, Juliette Lewis i Leonardo DiCaprio. Peter Hedges je napisao scenarij, preuzeto iz njegovog istoimenog romana. Film se snimao u Texasu, u gradovima Manor, Elgin i Lockhart.

## Radnja
Gilbert Grape (J. Depp) je mladić koji živi u prilično izoliranom mjestu od tek tisuću stanovnika, gdje se svi međusobno poznaju, pa tako prilično normalno prihvaćaju i njegovu neobičnu obitelj koja bi vjerojatno negdje drugdje bila potpuno izolirana. Nakon očeva samoubojstva on zapravo preuzima njegovu ulogu. Majka Bonnie, nekadašnja ljepotica sada je teška preko dvjesto kilograma i godinama nije izašla iz kuće, starija sestra je domaćica, a mlađa je tinejdžerica kojoj svi idu na živce.
Gilbert je jedini zaposlen - kao pomoćnik u trgovini kojoj ozbiljno konkurira novootvorena velika samoposluga, ali mu je glavna briga mlađi brat - dječak s intelektualnim poteškoćama Arnie (L. DiCaprio) kojeg svuda vodi sa sobom i mora paziti na njega, tako da se stresa ne rješava niti u trenucima kratkih erotskih susreta s udatom Betty (M. Steenburgen). Iako ga sve to muči, njegova dobrota, toplina i odgovornost prema obvezama uspijevali bi beskonačno održavati jednaku situaciju, da se u mjestu zbog kvara na motoru kuće na kotačima ne zaustavi zgodna djevojka Becky (J. Lewis) koja na odmoru putuje s bakom širom SAD-a. Ona u osobama koje sreće traži prvenstveno ljudske kvalitete, pa joj je drag i Arnie, a zaljubljuje se u Gilberta koji se u početku boji uzvratiti osjećaje zbog straha da neće takvu vezu moći uskladiti sa svojim mnogobrojnim obvezama...

## Uloge
- Johnny Depp kao Gilbert Grape
- Juliette Lewis kao Becky
- Leonardo DiCaprio kao Arnie Grape
- Mary Steenburgen kao Betty Carver
- Darlene Cates kao Bonnie Grape
- Laura Harrington kao Amy Grape
- Mary Kate Schellhardt kao Ellen Grape
- Kevin Tighe kao Ken Craver
- John C. Reilly kao Tucker Van Dyke
- Crispin Glover kao Bobby McBurney
- Penelope Branning kao Beckyenina baka

## Objavljivanje filma
Film je objavljen 17. prosinca 1993., a u svijetu je izašao 4. ožujka 1994. godine. Svjetska zarada je bila 2.104.938 dolara tijekom prvog vikenda. Sveukupna zarada bila je 10.032.765 dolara.

## Nagrade
Nominacije:
- Oskar za najboljeg glumca u sporednoj ulozi: Leonardo DiCaprio
- Zlatni globus za najboljeg glumca u sporednoj ulozi: Leonardo DiCaprio

Osvojene:
- CFCA nagrada za najviše obećavajućeg glumca: Leonardo DiCaprio
- Guild Film Award - Silver za najbolji strani film: Lasse Hallström
- Golden Aphrodite: Lasse Hallström
- NBR nagrada za najboljeg sporednog glumca: Leonardo DiCaprio
- NSFC nagrada 2. mjesto za najboljeg sporednog glumca: Leonardo DiCaprio